# Lepralioides
Lepralioides is een monotypisch mosdiertjesgeslacht uit de familie van de Fatkullinidae en de orde Cheilostomatida. De wetenschappelijke naam ervan is in 1962 voor het eerst geldig gepubliceerd door Kluge.

## Soort
- Lepralioides nordlandica (Nordgaard, 1905)